# Saint-Gilles (Manche)
Saint-Gilles település Franciaországban, Manche megyében. Lakosainak száma 987 fő (2022. január 1.). Saint-Gilles Canisy, Agneaux, Thèreval, Quibou és Saint-Lô községekkel határos.

## Népesség
A település népessége az elmúlt években az alábbi módon változott:
| Lakosok száma | 490  | 610  | 676  | 859  | 890  | 871  | 923  | 955  | 978  | 987  |
|               | 1968 | 1982 | 1990 | 2006 | 2013 | 2015 | 2017 | 2019 | 2020 | 2022 |